# Joseph Schubert (Musiker)
Joseph Schubert (getauft 20. Dezember 1754 in Warnsdorf; † 28. Juli 1837 in Dresden) war ein deutscher Violinist, Bratschist und Komponist. 

## Leben und Werk
Geboren als Sohn eines Kantors studierte er in Prag und Berlin. Von 1779 bis 1788 spielte er als Violinist am Hofe von Markgraf Friedrich Heinrich von Brandenburg-Schwedt. Anschließend wechselte er als Bratschist an die Kurfürstlich-Sächsische und Königlich-Polnische Kapelle zu Dresden.
Schubert war ein sehr produktiver Komponist. Bekannt wurden von ihm 15 Messen, 17 Sonaten und 49 Konzerte, darunter das Konzert für Bratsche und Orchester in C-dur.
- Konzert für Viola und Orchester C-Dur, Leipzig, 1805 OCLC 605565416
Eingespielt von dem Bratscher Gerard Causse und den Solistes de Montpellier-Moscou, 1993 veröffentlicht beim Label EMI

Außerdem schuf er die Opern 
- Die Entzauberung
- Die Landplagen oder Das blaue Ungeheuer
- Der Gutshof zu Genua
- Rosalia